# ライオネル・トルマッシュ (第4代ダイザート伯爵)

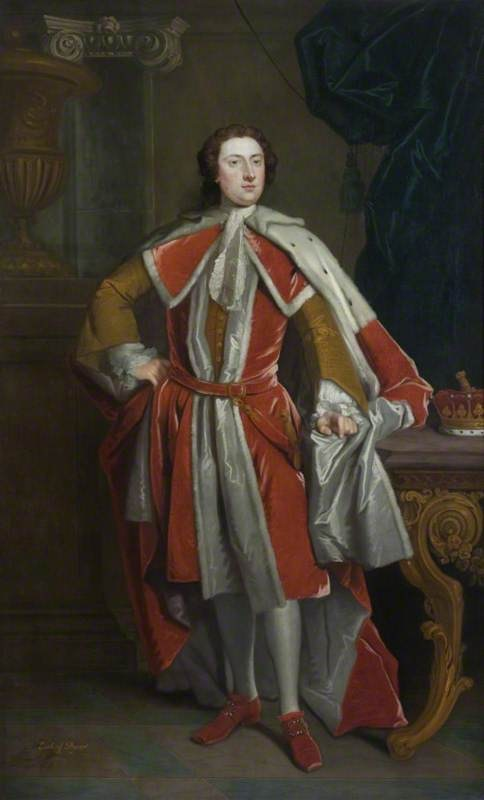
第4代ダイザート伯爵の肖像画、ジョン・ヴァンダーバンク作、1737年頃。

第4代ダイザート伯爵ライオネル・トルマッシュ（英語: Lionel Tollemache, 4th Earl of Dysart KT、1708年5月1日 – 1770年3月10日）は、スコットランド貴族。1712年から1727年までハンティングタワー卿の儀礼称号を使用した。

## 生涯
ハンティングタワー卿ライオネル・トルマッシュ（Lionel Tollemache, Lord Huntingtower、1682年6月6日 – 1712年7月26日、第3代ダイザート伯爵ライオネル・トルマッシュの息子）とヘンリエッタ・キャヴェンディッシュ（Henrietta Cavendish、1718年1月11日没、第2代デヴォンシャー公爵ウィリアム・キャヴェンディッシュの庶出の娘）の息子として、1708年5月1日にヘルミンガムで生まれた。
1727年2月23日に父方の祖父が死去すると、ダイザート伯爵の爵位を継承した。
1743年3月29日、シッスル勲章を授与された。
1770年3月10日に死去、27日に埋葬された。息子ライオネルが爵位を継承した。

## 家族

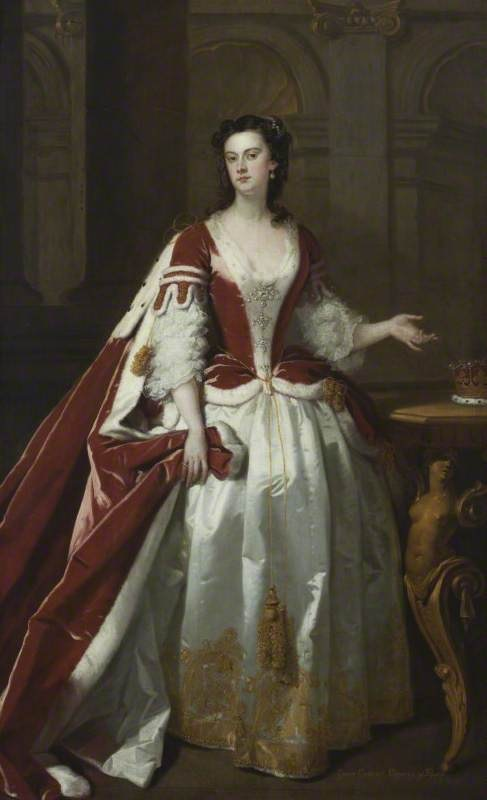
ダイザート伯爵夫人グレース・カートレットの肖像画、ジョン・ヴァンダーバンク作、1737年。

1729年7月22日、グレース・カートレット（Grace Carteret、1713年7月8日 – 1755年7月23日、第2代グランヴィル伯爵ジョン・カートレットの娘）と結婚、9男7女をもうけた。
- 男子（1730年5月21日 – 1730年5月21日） - 夭折[3]
- ライオネル（1731年3月15日 – 1731年3月16日[3]）
- グレース（1732年4月9日 – 1736年5月10日[3]）
- ハリエット（1733年8月2日 – 1733年8月8日埋葬[3]）
- ライオネル（1734年8月 – 1799年2月20日） - 第5代ダイザート伯爵[3]
- メアリー（1736年3月12日 – 1744年8月14日[3]）
- 男子（1737年6月24日 – ?） - 早世[3]
- フランシス（Frances、1738年頃 – 1807年12月18日） - 生涯未婚[3]
- ウィルブラハム（1739年10月21日 – 1821年3月9日） - 第6代ダイザート伯爵[3]
- 男子（1740年10月7日 – ?） - 早世[3]
- キャサリン（1741年 – 1751年5月24日[3]）
- ジョージ（1744年3月14日 – 1760年11月13日） - 海軍軍人。リスボンに向かう途中、軍艦から落ちて溺死[3]
- ルイーザ（1745年7月2日 – 1840年9月22日） - 第7代ダイザート女伯爵[3]
- ジェーン（1750年3月26日 – 1802年8月28日） - 1771年10月23日、ジョン・ディラップ・ハリデイ（John Delap Halliday、1749年9月29日 – 1794年10月24日）と結婚、子供あり。1802年3月4日、ジョージ・デイヴィッド・フェリー（George David Ferry）と再婚
- ジョン（1750年3月30日 – 1777年9月25日） - 海軍軍人、スループ船ゼブラ（英語版）艦長。ラウザー・ペニントン（英語版）（後の第2代マンキャスター男爵）との決闘で死去。1773年12月3日、ブリジット・ヘンリー（Bridget Henley、1796年3月13日没、初代ノーティントン伯爵ロバート・ヘンリーの娘）と結婚、1男ライオネル・ロバート（1774年11月10日 – 1793年7月14日、陸軍軍人、生涯未婚のまま戦死）をもうけた[3]
- ウィリアム（1751年2月22日 – 1776年12月16日） - 海軍軍人。大西洋でハリケーンに遭って行方不明